# Lagonosticta larvata
L'amaranto mascherato (Lagonosticta larvata (Rüppell, 1841)) è un uccello passeriforme della famiglia degli Estrildidi.

## Descrizione

### Dimensioni
Misura fino a 11 cm di lunghezza.

### Aspetto
A differenza delle altre specie di amaranto, nell'amaranto mascherato la colorazione rossa è relativamente poco estesa nel piumaggio, limitandosi alla nuca e al codione, mentre sul resto del corpo predominano i toni del grigio-brunastro, più chiaro su petto e ventre e più scuro sulle ali: è presente la lieve punteggiatura bianca sui fianchi, mentre la maschera nera che ricopre faccia e gola, e che dà il nome comune alla specie, è una prerogativa dei maschi, essendo assente nella femmina. Nera è anche la coda. Nella sottospecie vinacea su petto, ventre e fianchi è presente una decisa sfumatura rosso vinaccia appena accennata nelle altre sottospecie, mentre il dorso appare di color cannella. Gli occhi sono bruno-nerastri con cerchio perioculare grigio-bluastro, le zampe sono di colore carnicino-grigistro, il becco è nero-bluastro.

## Biologia
Si tratta di uccelli diurni, che vivono perlopiù in coppie o in piccoli gruppetti familiari, a volte in associazione con altre specie congeneri o affini (come le astrildi del genere Uraeginthus): essi passano la maggior parte del proprio tempo al suolo o fra l'erba alta, alla ricerca di cibo, pronti a rifugiarsi nel folto della vegetazione al minimo disturbo.

### Alimentazione
L'amaranto mascherato è un uccello principalmente granivoro, che basa la propria dieta su semi di piccole dimensioni (1–2 mm di diametro): questi uccelli integrano inoltre la propria dieta anche con altro materiale sia di origine vegetale (bacche, frutta, germogli) che, più raramente, animale (principalmente termiti ed altri piccoli insetti.

### Riproduzione
Il periodo riproduttivo cade generalmente nella seconda metà della stagione delle piogge: il maschio corteggia la femmina saltellandole insistentemente attorno cantando con una pagliuzza o una piuma nel becco, fino a quando essa acconsente all'accoppiamento accovacciandosi e spostando lateralmente la coda.
Il nido viene edificato da ambedue i partner: esso consiste in una struttura globosa fatta da fili d'erba e fibre vegetali intrecciate, ubicata nel folto dei cespugli e foderata internamente con piume e muschio: al suo interno la femmina depone 3-4 uova biancastre, che cova alternatamente col maschio per circa due settimane, al termine delle quali schiudono pulli ciechi ed implumi. Essi vengono accuditi da entrambi i genitori, e sono in grado d'involarsi attorno ai 18-20 giorni di vita: tendono tuttavia a rimanere nei pressi del nido per almeno altre 2-3 settimane prima di allontanarsi definitivamente dai genitori.

## Distribuzione e habitat
L'areale della specie è rappresentato da una stretta fascia di territorio del sahel che va dalla Gambia e al Senegal meridionale a est fino all'Etiopia occidentale.
L'habitat dell'amaranto mascherato è rappresentato dalle aree erbose con presenza di alberi, fino a 1550 m d'altitudine: lo si può osservare anche nelle zone coltivate, nelle piantagioni e nelle foreste di bambù.

## Tassonomia
Se ne riconoscono tre sottospecie:
- Lagonosticta larvata larvata, la sottospecie nominale, diffusa nella porzione orientale dell'areale occupato dalla specie;
- Lagonosticta larvata nigricollis Heuglin, 1863, diffusa dal Mali centro-meridionale al Sudan meridionale e all'Uganda;
- Lagonosticta larvata vinacea (Hartlaub, 1857), diffusa nella porzione occidentale dell'areale occupato dalla specie;

In passato la sottospecie vinacea veniva classificata come specie a sé stante col nome di Lagonosticta vinacea, tuttavia attualmente si tende a considerarla come una sottospecie dell'amaranto mascherato.
Il nome scientifico della specie, larvata, deriva dal latino larvatus, "portatore di maschera", in riferimento alla tipica livrea del maschio, che ha fatto guadagnare alla specie anche il nome comune.